# Sulpicia gens
A Sulpicia gens (Sulpicius nemzetség) egy ókori római nemzetség volt. Eredetileg patríciusok tartoztak bele, de a későbbi időkben plebejus Sulpiciusokról is tudunk. A Sulpiciusok számos családja ismert, az alábbi cognomenekkel: Camerinus (Cornutus agnomennel), Galba, Gallus, Longus, Paterculus, Peticus, Praetextatus, Quirinus, Rufus, Saverrio. A nemzetség első, consuli hivatalt viselt tagja Servius Sulpicius Camerinus Cornutus volt (Kr. e. 500), az utolsó pedig Sextus Sulpicius Tertullus Kr. u. 158-ban. A Sulpiciusok egyike, Servius Sulpicius Galba 68-69 során császárként uralkodott.

## A Sulpicius Camerinusok
- Servius Sulpicius Camerinus Cornutus, consul Kr. e. 500-ban
- Quintus Sulpicius Camerinus Cornutus, consul Kr. e. 490-ben
- Servius Sulpicius Camerinus Cornutus, consul Kr. e. 461-ben. Liviusnál Publius néven szerepel.
- Quintus Sulpicius Camerinus Cornutus, az előbbi fia vagy unokája, consuli hatalmú tribunus Kr. e. 402-ben és 398-ban
- Servius Sulpicius Camerinus, az előbbi fia, consul Kr. e. 393-ban, consuli hatalmú tribunus Kr. e. 391-ben
- Caius Sulpicius Camerinus, consuli hatalmú tribunus Kr. e. 382-ben, censor Kr. e. 380-ban. Kollégája halálakor lemondott, anélkül, hogy censust tartott volna.
- Servius Sulpicius Camerinus Rufus, consul Kr. e. 345-ben
- Quintus Sulpicius Camerinus, consul Kr. u. 9-ben
- Sulpicius Camerinus Africa proconsulja volt Nero idején. Hazatérésükkor, 59-ben, harácsolással vádolták meg, de a császár felmentette. Röviddel ezután fiával együtt kivégeztette, mivel a családjában szokásos Pythicus agnoment akarta használni, amit a császár magának tartott fenn.

## A Sulpicius Galbák
- Publius Sulpicius Galba Maximus, consul Kr. e. 211-ben és Kr. e. 200-ban
- Servius Sulpicius Galba, aedilis curulis Kr. e. 208-ban, Kr. e. 205-ben követségben járt Pergamonban. Kr. e. 203-ban pontifexszé választották, ilyen minőségben halt meg Kr. e. 198-ban.
- Caius Sulpicius Galba, pontifex Kr. e. 201-ben, meghalt Kr. e. 198-ban.
- Servius Sulpicius Galba, Kr. e. 188-ban aedilis curulis volt, és a kollégájával kirótt bírságokból 12 pajzsot helyezett el a Hercules-templomban. Kr. e. 187-ben praetor urbanusként támogatta Marcus Fulvius igényét a triumphusra. Kr. e. 185-ben sikertelenül jelöltette magát consulnak.
- Caius Sulpicius Galba, praetor urbanus Kr. e. 171-ben
- Servius Sulpicius Galba, consul Kr. e. 144-ben
- Servius Sulpicius Galba, az előbbi fia, consul Kr. e. 108-ban
- Caius Sulpicius Galba, az előbbi testvére, quaestor Kr. e. 120-ban
- Servius Sulpicius Galba, Kr. e. 108 consuljának a fia, praetor Kr. e. 54-ben
- Sulpicius Galba, az előbbi fia. Praetorságig vitte, egyébként tudományos munkával foglalkozott. Suetonius említi egy történeti művét.
- Caius Sulpicius Galba, az előbbi fia, consul 22-ben
- Servius Sulpicius Galba, az előbbi fia, római császár 68–69 során

## A Sulpicius Gallusok
- Caius Sulpicius Gallus, consul Kr. e. 243-ban
- Caius Sulpicius Gallus, consul Kr. e. 166-ban
- Quintus Sulpicius Gallus, az előbbi fiatalon elhunyt gyermeke

## A Sulpicius Longusok
- Quintus Sulpicius Longus, consul hatalmú tribunus, Kr. e. 390-ben
- Caius Sulpicius Longus, az előbbi unokája, consul Kr. e. 337-ben, 323-ban és 314-ben

## A Sulpicius Paterculusok
- Caius Sulpicius Paterculus, consul Kr. e. 258-ban

## A Sulpicius Peticusok
- Caius Sulpicius Peticus, censor Kr. e. 366-ban, consul Kr. e. 364-ben és 361-ben

## A Sulpicius Praetextatusok
- Quintus Sulpicius Praetextatus, consul vagy consuli hatalmú tribunus Kr. e. 434-ben
- Servius Sulpicius Praetextatus, consuli hatalmú tribunus Kr. e. 377, 376, 370 és 368 során

## A Sulpicius Quirinusok
- Publius Sulpicius Quirinus, censor Kr. e. 42-ben, consul Kr. e. 36-ban
- Publius Sulpicius Quirinus, az előbbi fia, consul Kr. e. 12-ben

## A Sulpicius Rufusok
- Servius Sulpicius Rufus, consuli hatalmú tribunus Kr. e. 388, 384 és 383 folyamán
- Publius Sulpicius Rufus, híres szónok, néptribunus Kr. e. 88-ban
- Publius Sulpicius Rufus, az előbbi fia vagy unokája, praetor Kr. e. 48-ban
- Servius Sulpicius Lemonia Rufus, híres jogász, interrex Kr. e. 52-ben, consul Kr. e. 51-ben
- Servius Sulpicius Rufus, az előbbi fia, gyakran szerepel Cicero levelezésében
- Sulpicius Rufus, ludi procurator, akit Claudius kivégeztetett, mivel tudott Messalina császárné és Silius házasságáról

## A Sulpicius Saverriók
- Publius Sulpicius Saverrio, consul Kr. e. 304-ben
- Publius Sulpicius Saverrio, az előbbi fia, consul Kr. e. 279-ben

## Más Sulpiciusok, Sulpiciák
- Sulpicia, költőnő, Marcus Valerius Messala Corvinus irodalmi körének tagja
- Sulpicia, költőnő Domitianus korában
- Caius Sulpicius Apollinaris, grammatikus (2. század)
- Sulpicius Victor, szónok (4. század)
- Sulpicius Severus, történész, hagiográfus (363 k. – 420 k.)